# Păruceni, Nisporeni
Păruceni este un sat din cadrul comunei Seliște din raionul Nisporeni, Republica Moldova.